# .bu
A .bu a korábban Burma nevű Mianmar internetes legfelső szintű tartomány kódja volt. Mivel a címvégződések kiosztásakor még ez volt az ország neve, így ilyen tartománynevet kapott. Ezt soha nem használták. Az ország 1997-ben kapta meg a ma is használt .mm címet.

## Fordítás
- Ez a szócikk részben vagy egészben  a(z)   .bu című angol Wikipédia-szócikk ezen változatának fordításán alapul.  Az eredeti cikk szerkesztőit annak laptörténete sorolja fel. Ez a jelzés csupán a megfogalmazás eredetét és a szerzői jogokat jelzi, nem szolgál a cikkben szereplő információk forrásmegjelöléseként.